# Cultura LGBT en Paraguay
La cultura LGBT en Paraguay comprende las diferentes manifestaciones artísticas y de ocio existentes en el país cuyo enfoque es la diversidad sexual o incluye la participación de personas con sexualidades y géneros no tradicionales.

## Cine
En 2005 la agrupación lésbica Aireana organizó la primera edición del Festival Internacional de Cine LesBiGayTrans de Asunción, que se realiza de manera anual en el Centro Cultural de España Juan de Salazar. Algunas de las producciones cinematográficas con temática LGBT elaboradas en Paraguay y presentadas en dicho festival son:
| Año  | Título                             | Director(a)                    | Notas                                                                |
| ---- | ---------------------------------- | ------------------------------ | -------------------------------------------------------------------- |
| 2010 | Cuchillo de palo                   | Renate Costa                   | Documental.                                                          |
| 2013 | YO SOY MI CENTRO                   | Camila Zabala                  | Documental                                                           |
| 2017 | Voyeurs                            | Christian Thor                 | Cortometraje.                                                        |
| 2018 | Las herederas                      | Marcelo Martinessi             |                                                                      |
| 2018 | Mi nombre es Ale                   | Miguel Agüero y Onchi Ortiz    | Mediometraje.                                                        |
| 2018 | Testimonios arcoíris               | Tais Estrada                   | Cortometraje documental.                                             |
| 2019 | Ab0ut Us                           | Eduardo LesMayans              | Mediometraje documental, coproducción chileno-argentina y paraguaya. |
| 2019 | Diva Salomé                        | Adrián Cantore y Ariel Lezcano | Cortometraje documental.                                             |
| 2019 | Soy paraguayo                      | Wojciech Ganczarek             | Documental.                                                          |
| 2019 | Tallarines                         | Marcelo Jané Valdez            | Cortometraje.                                                        |
| 2019 | Transguarani                       | Mónica Ismael                  | Cortometraje documental.                                             |
| 2020 | 1959                               | Daniel Gómez                   | Cortometraje.                                                        |
| 2020 | Ideal                              | Diego Gómez                    | Cortometraje.                                                        |
| 2020 | Llámame Mateo                      | Ángel Molina.                  | Cortometraje, coproducción paraguayo-cubana.                         |
| 2021 | Meeting Dislexia Severa            | Gerardo Báez                   | Cortometraje documental sobre la drag queen Dislexia Severa.         |
| 2021 | Todo mejora - El documental        | Ramón González                 | Documental.                                                          |
| 2021 | Yo, drag                           | Elu Conteiro                   | Cortometraje documental.                                             |
| 2022 | Junto con nuestros padres y amigos | Sandra Flecha                  | Cortometraje.                                                        |
| 2022 | Noti espías                        | Brune A. Comas                 | Cortometraje documental en formato mockumentary.                     |

## Literatura
Uno de los primeros autores paraguayos en abordar temáticas LGBT fue el poeta Joaquín Morales, seudónimo de Virgilio «Lito» Pessolani. En años posteriores, figuras como el poeta Edu Barreto han surgido como representantes de la literatura LGBT en Paraguay, que históricamente ha tenido pocos exponentes. En 2019 publicó su primera obra, titulada Primera Piedra, poesía gay bajo el agua. En 2021 publicó su segunda obra: el poemario Beso negro, que incluyó ilustraciones del artista español Blas Nusier y en el que explora el erotismo y sus relaciones pasadas con hombres.

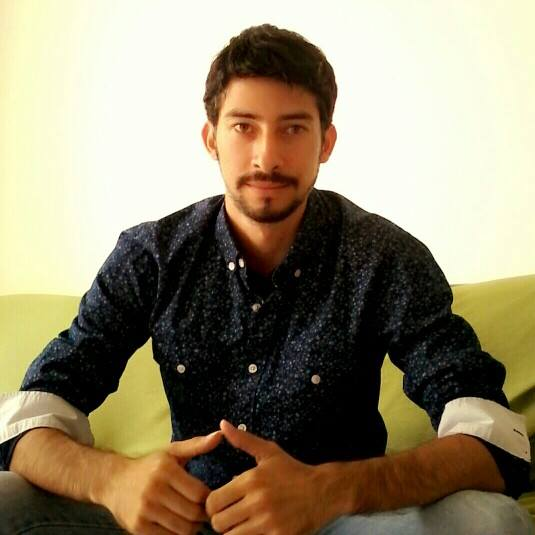
Damián Cabrera en 2015.

El escritor Damián Cabrera ha explorado la homosexualidad en obras como su novela Xirú, publicada en 2012 y en la que sigue a cuatro jóvenes habitantes de la Triple Frontera. En 2019 publicó además Xe, novela que sigue a un protagonista en sus viajes entre Asunción a Ciudad del Este con un motociclista en una travesía que se vuelve afectiva y erótica. Por su lado, la escritora Rosa Posa Guinea, perteneciente a la organización lésbica Aireana, publicó en 2020 el libro de relatos breves, greguerías y crónicas titulado Todas locas.
También se han realizado obras de teatro sobre temáticas LGBT, entre ellas 108 y 1 quemado, estrenada en 2002, de autoría de Agustín Núñez e inspirada en los hechos del Caso 108; El despojo (2013), obra de la Asociación Panambi dirigida por Omar Mareco y la primera en el país protagonizada por personas trans; y Transformando realidades (2021), dirigida por Omar Mareco y creada por el elenco de Casa Diversa.
En el campo de la no ficción, el investigador Erwing Szokol presentó en 2013 el libro 108/Ciento ocho, en el cual presenta los hechos ocurridos en 1959 alrededor de la muerte del locutor Bernardo Aranda y que desembocaron en el arresto y persecución de 108 homosexuales.

## Religión
En Paraguay, se ha observado la presencia de iglesias cristianas y grupos religiosos que promueven y practican terapias de conversión sexual. Estas terapias buscan cambiar la orientación sexual y la identidad de género de jóvenes LGBT, considerando la heterosexualidad como la norma biológica y las diversidades sexuales como desviaciones o enfermedades. Es grupos religiosos, en alianza con pseudo profesionales de la salud mental, han ejercido influencia en comunidades y familias, propagando discursos estigmatizantes que llevan a la discriminación y falta de apoyo hacia la comunidad LGBT.
En el país, se han involucrado entre muchos otros el Ministerio Restauración Argentina, el psicólogo Maximino Vera, el autodenominado profeta Joshua de Nigeria, el Exgay  Bob Fife, la Iglesia Menonita Concordia, César Yamandu vinculado a Exodus Internacional y líderes religiosos del Centro Familiar de Adoración (CFA) en la promoción y práctica de terapias de conversión sexual, ya sea en calidad de promotores locales o invitados extranjeros.
En 2016, la Iglesia Kadosh declaró que podía curar la homosexualidad y el VIH. Esta declaración provocó una denuncia por parte de la ONG SomosGay, que acusó a la iglesia de usurpar funciones del Ministerio de Salud y promover prácticas de terapia de conversión.
A pesar de la prevalencia de las terapias de conversión, también se destaca la existencia de organizaciones y comunidades cristianas inclusivas que se oponen a estas prácticas y buscan promover un mensaje de contención y aceptación hacia la diversidad sexual como Cristianos Inclusivos. Estas iniciativas intentan contrarrestar los discursos estigmatizantes y proporcionar un espacio seguro para aquellos jóvenes LGBT que han sido afectados por las terapias de conversión.

## Transformismo
Alrededor de 1996 surge el grupo Trans Faces, conformado por las artistas Kupple, Quiels, Lumiers, Cesarito, Kinsinha y Usha Didi Gunatita; esta última es considerada una de las pioneras del arte drag en Paraguay. El grupo produjo espectáculos de transformismo en distintos locales de Asunción, como por ejemplo La Barca, El audaz, Spider, Punto G, y Luna.
En noviembre de 2020 se realizó en Asunción el «Drag Fashion Show», evento que combinaba el transformismo con una pasarela de modas, y que contó con la participación de drag queens paraguayas como Menta Green (Aldo Calabrese), Maldad Drag (Manu Portillo), Sanita Umda (Augusto Santiviago), Dislexia Severa (Nelson Viveros) y Envidia Metenés (Omar Mareco).